# FBC Česká Lípa

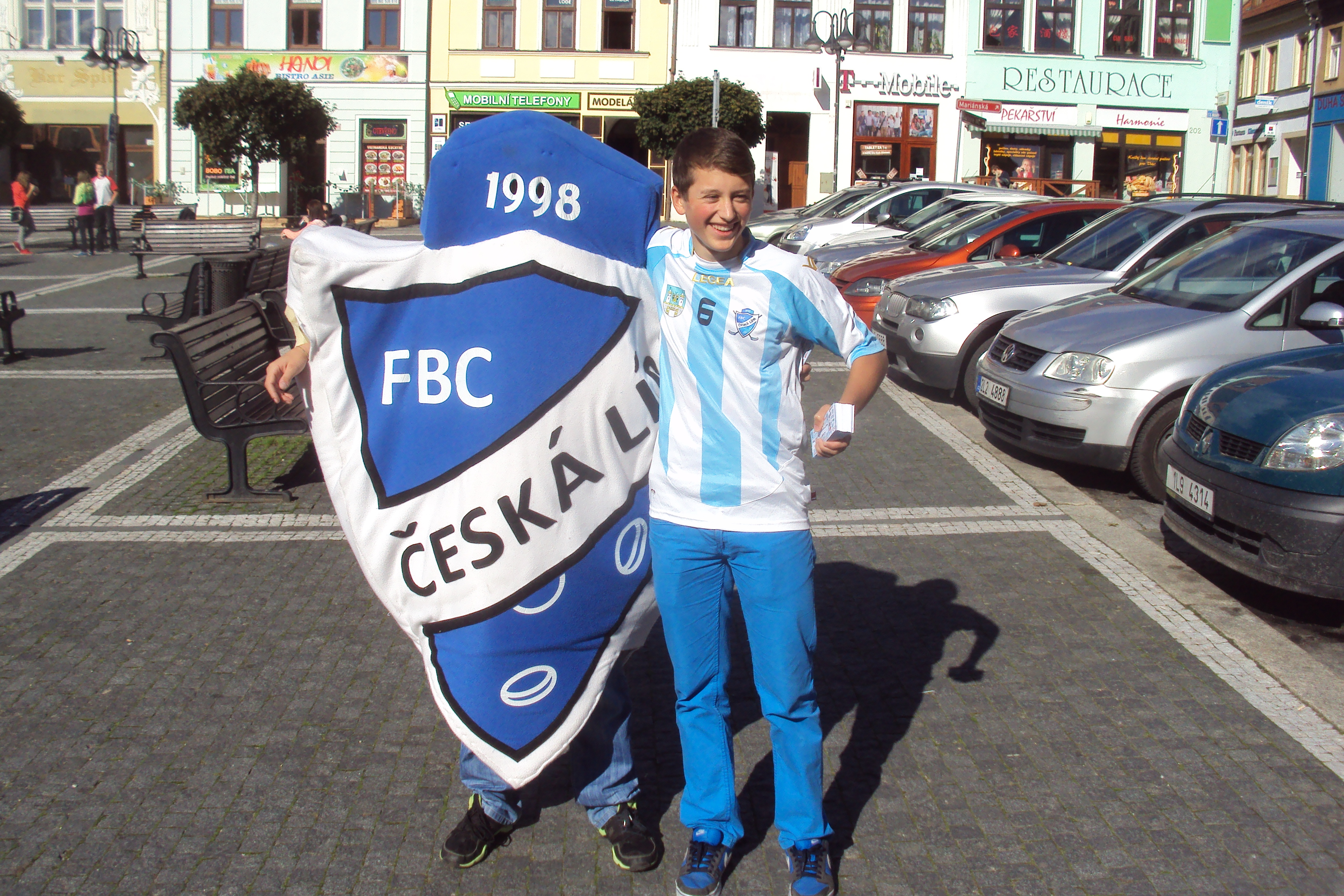
Chodící klubová reklama

FBC Česká Lípa (podle sponzora také FBC 4CLEAN Česká Lípa) je florbalový klub v České Lípě, založený v roce 1998. Klub má 26 týmů v jednotlivých věkových kategoriích.

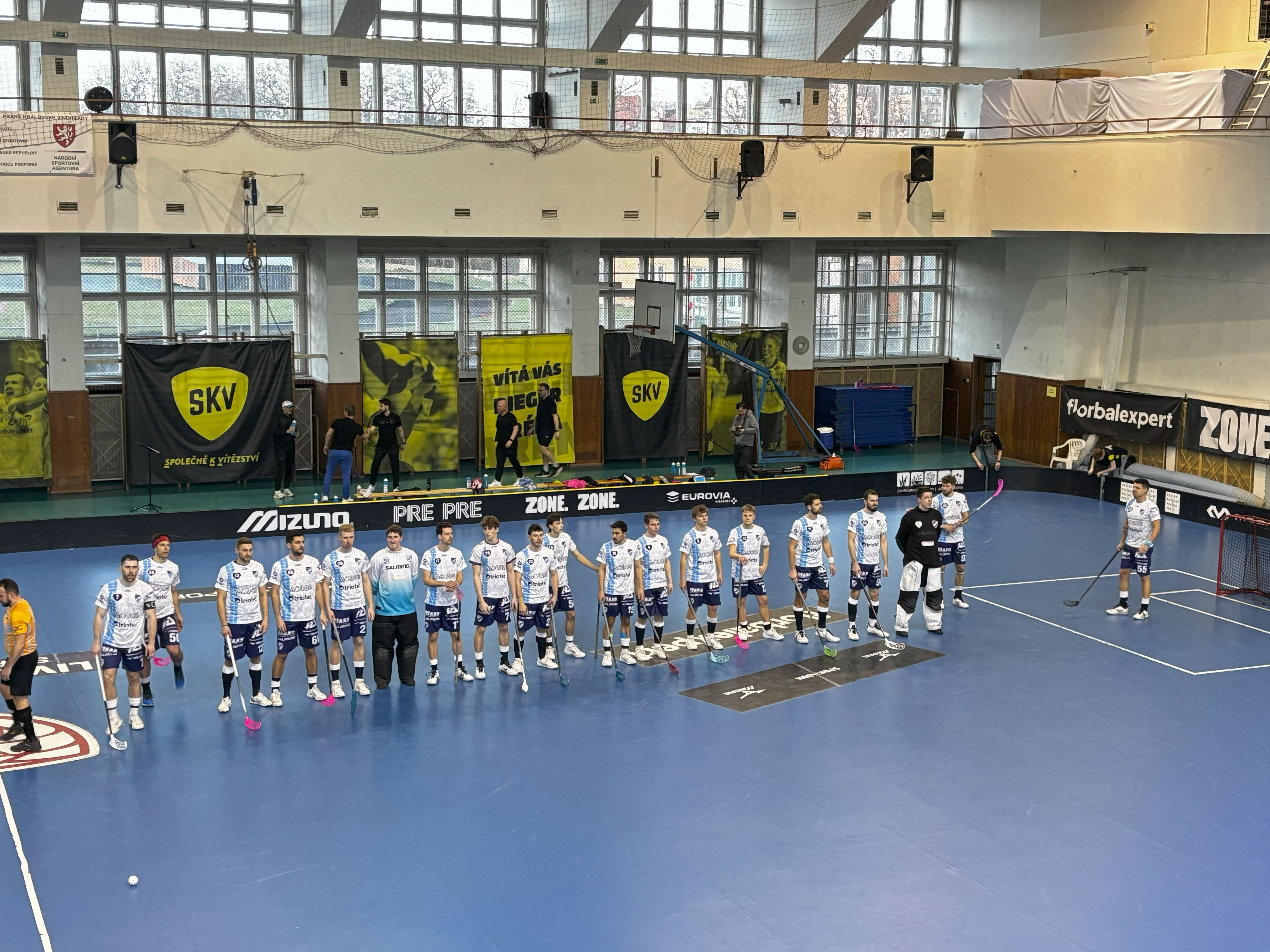
Mužský tým v osmifinále sezóny 2024/2025

Mužský tým hraje od sezóny 2017/2018 Superligu florbalu, po to té co poprvé postoupil z 1. ligy. Největším úspěchem týmu je postup do čtvrtfinále play-off v sezóně 2023/2024. V základní části nejlépe skončily na osmém místě v ročníku 2024/2025, ale v play-off následně vypadli v osmifinále. V roce 2019 se probojovali do čtvrtfinále Poháru Českého florbalu.
Ženský tým hraje od sezóny 2016/2017 1. ligu po dvou sezónách v nižší lize. Dříve hrál 1. ligu i v sezónách 2012/2013 a 2013/2014.

## Historie
Klub v současné podobě vznikl na jaře 2005 sloučením FBC Radiáci Česká Lípa a FbC Líný F.Š.I. Česká Lípa. Oba původní kluby působily v regionálních soutěžích od roku 1998, založené ale již byly o několik let dříve. Do sloučení byla největším úspěchem účast F.Š.I. ve 3. lize v sezóně 2004/2005.
V roce 2009 se došlo ke sloučení se zanikajícím klubem Nového Boru.
V roce 2011 byla dokončena stavba nové víceúčelové sportovní haly poblíž Kauflandu, kde jsou hrány soutěžní zápasy vyšších soutěží.

## Aktuální údaje o klubu
Klub sídlí na adrese Floorball Club Česká Lípa, Moskevská 1712/25, Česká Lípa. Stanovy mu byly schváleny 22. června 1998, zaregistroval se jak u ČSTV, tak v ČFbU. Pod klubem funguje 23 týmů, od přípravky do veteránů. Děti mají zázemí hlavně na ZŠ Partyzánská. Předsedou klubu je Štěpán Slaný. Klub má výkonný výbor i kontrolní komisi. Mnohé oddíly používají jméno sponzora. Z České Lípy se klub rozšířil postupně i do některých okolních měst (Mimoň, Kamenický Šenov a Nový Bor). Klub má podporu města.

## Mužský tým

### Sezóny
| Sezóna    | Úroveň | Soutěž              | Umístění | Poznámka |
| --------- | ------ | ------------------- | -------- | --- |
| 2011/2012 | 3      | 2. liga             |          | Výhra v 1. kole play-up proti T.B.C. Králův Dvůr                                                                  |
| 2012/2013 | 2      | 1. liga             | 5.       | Vypadnutí ve čtvrtfinále play-off proti TJ Sokol Královské Vinohrady                                              |
| 2013/2014 | 2      | 1. liga             | 3.       | Vypadnutí v semifinále play-off proti TJ X3M Sokol Královské Vinohrady                                            |
| 2014/2015 | 2      | 1. liga             | 3.       | Vypadnutí v semifinále play-off proti FBC Start98                                                                 |
| 2015/2016 | 2      | 1. liga             | 7.       | Vypadnutí ve čtvrtfinále play-off proti Florbal Ústí                                                              |
| 2016/2017 | 2      | 1. liga             | 3.       | Prohra ve finále play-off proti TJ Znojmo LAUFEN CZ – Výhra v baráži proti Kanonýři Kladno – Postup do vyšší ligy |
| 2017/2018 | 1      | Tipsport Superliga  | 10.      | Udržení v lize |
| 2018/2019 | 1      | Tipsport Superliga  | 10.      | Udržení v lize |
| 2019/2020 | 1      | Superliga florbalu  | 12.      | Sezóna ukončena za stavu 1:1 na zápasy v 1. kole play-down proti FBŠ Hummel Hattrick Brno                         |
| 2020/2021 | 1      | Livesport Superliga | 10.      | Udržení v lize |
| 2021/2022 | 1      | Livesport Superliga | 11.      | Výhra v 1. kole play-down proti FBŠ Hummel Hattrick Brno                                                          |
| 2022/2023 | 1      | Livesport Superliga | 11.      | Výhra v 1. kole play-down proti FB Hurrican Karlovy Vary                                                          |
| 2023/2024 | 1      | Livesport Superliga | 8.       | Vypadnutí ve čtvrtfinále play-off proti ESA logistika Tatran Střešovice                                           |
| 2024/2025 | 1      | Livesport Superliga | 9.       | Vypadnutí v osmifinále play-off proti TJ Sokol Královské Vinohrady                                                |

### Sezóna 2013/2014
- Mužský tým (1. liga) vystupoval jako FBC Brzdy CZ Česká Lípa
  - První, seniorský tým FBC od roku 2008 do 2011 hrál 2. florbalovou ligu pod vedením českého reprezentanta Štěpána Slaného a kouče extraligového klubu z Mladé Boleslavi Jiřího Stožického.[37] V roce 2012 tým postoupil do 1. ligy.[38] První ligu hrál i v sezóně 2013/2014. Na jaře 2014 se tým probojoval do semifinále play-off, kde podlehl v rozhodujícím pátém utkání týmu TJ X3M Sokol Královské Vinohrady 5:10.[39]

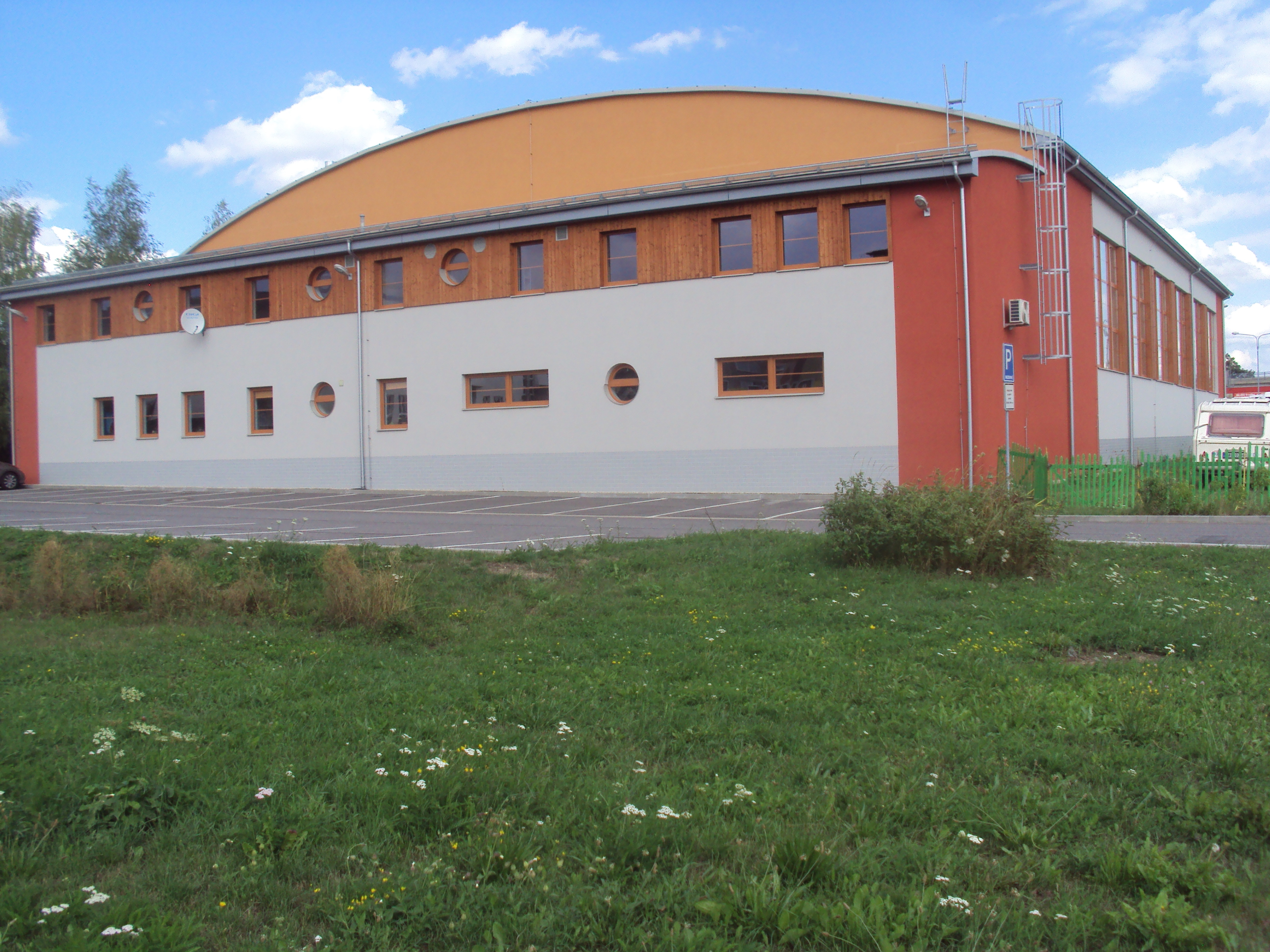
Nová sportovní hala, kde hraje většina českolipských týmů svá utkání

- Ženský tým (1. liga, divize I) vystupoval jako FBC SP Plast Česká Lípa,
  - V sezoně 2012/2013 hrály 1. ligu se střídavými úspěchy.[40][41]
  - V září 2013 se doplněný tým zúčastnil v Benešově turnaje O pohár České florbalové unie, v říjnu se zapojil do ligové soutěže. Trenérem se stal v nové sezoně místo pracovně zaneprázdněného Oldřicha Gabriela Štěpán Slaný.[42]

- Juniorský tým (2. liga juniorů – divize I) pod názvem FBC Autodrom Česká Lípa[43]

### Sezóna 2014/2015
Do 17. sezony klub přihlásil zatím rekordních 19 týmů.
A tým se podruhé za sebou probojoval do semifinále play-off 1. ligy, v němž podruhé v řadě podlehl v pátém zápase pražskému týmu, tentokrát FBC Start 98.

### Sezóna 2015/2016
Po skončení sezony udělila disciplinární komise FBC klubu citelný postih. Byl potrestán částkou 50 000 Kč za neoprávněný start 15letého hráče, družstvo juniorů bylo vyřazeno ze soutěže, hráč i trenér Stožický obdrželi zákaz činnosti. Klub se proti verdiktu odvolal.

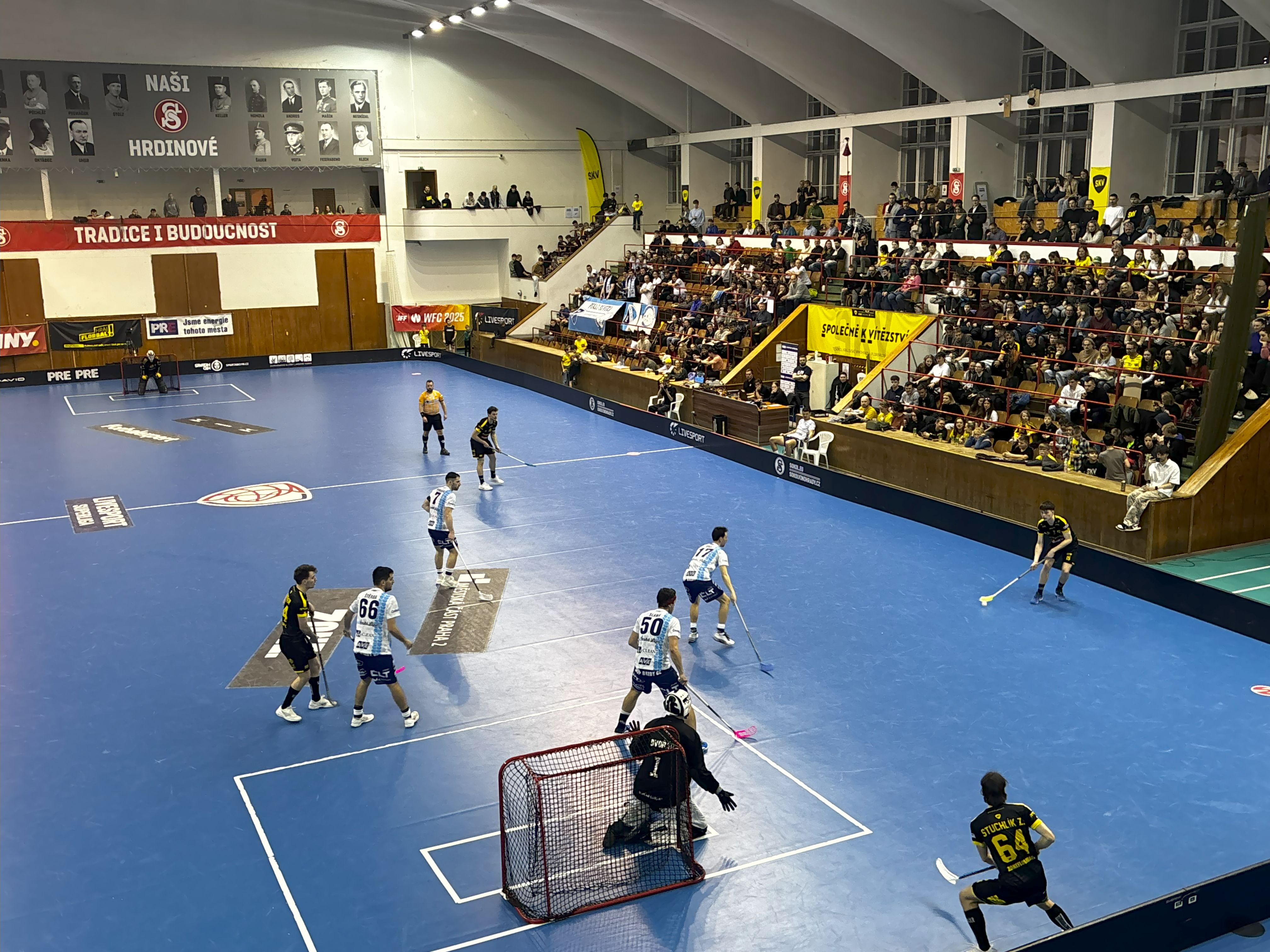
Osmifinále proti TJ Sokol Královské Vinohrady v sezóně 2024/2025

### Známí hráči
- Štěpán Slaný (2012–2025)

### Známí trenéři
- Štěpán Slaný (2009–2011)
- Lenka Bartošová (2016–2020)

## Ženský tým
| Sezóna    | Úroveň | Soutěž  | Umístění | Poznámka                                                             |
| --------- | ------ | ------- | -------- | -------------------------------------------------------------------- |
| 2011/2012 | 3      | 2. liga |          | Postup do vyšší ligy                                                 |
| 2012/2013 | 2      | 1. liga |          | [ 47 ]                                                               |
| 2013/2014 | 2      | 1. liga |          | Sestup do nižší ligy                                                 |
| 2014/2015 | 3      | 2. liga |          | [ 49 ]                                                               |
| 2015/2016 | 3      | 2. liga |          | Postup do vyšší ligy                                                 |
| 2016/2017 | 2      | 1. liga |          | [ 51 ]                                                               |
| 2017/2018 | 2      | 1. liga |          | [ 52 ]                                                               |
| 2018/2019 | 2      | 1. liga |          | Vypadnutí v osmifinále play-off proti TJ Sokol Královské Vinohrady   |
| 2019/2020 | 2      | 1. liga |          | [ 54 ]                                                               |
| 2020/2021 | 2      | 1. liga |          | Sezóna ukončena po neúplných šesti odehraných kolech základní části. |
| 2021/2022 | 2      | 1. liga |          | Vypadnutí v předkole play-off proti TJ Sokol Královské Vinohrady     |
| 2022/2023 | 2      | 1. liga |          | Vypadnutí v předkole play-off proti FBC Kutná Hora                   |
| 2023/2024 | 2      | 1. liga |          | Vypadnutí v předkole play-off proti FBŠ Slavia Plzeň                 |
| 2024/2025 | 2      | 1. liga |          | Vypadnutí v předkole play-off proti Panthers Praha                   |

## Jiné aktivity
- Hráčky oddílů žen se nechaly na podzim 2013 nafotografovat pro kalendář. Výtěžek byl použit pro dobročinné účely – nákup termolůžka do Nemocnice Česká Lípa.[61]
- Členka klubu slečna Dědková získala v prosinci 2013 ocenění pro svou krásu.[62]